# Onsen de Miyanoshita

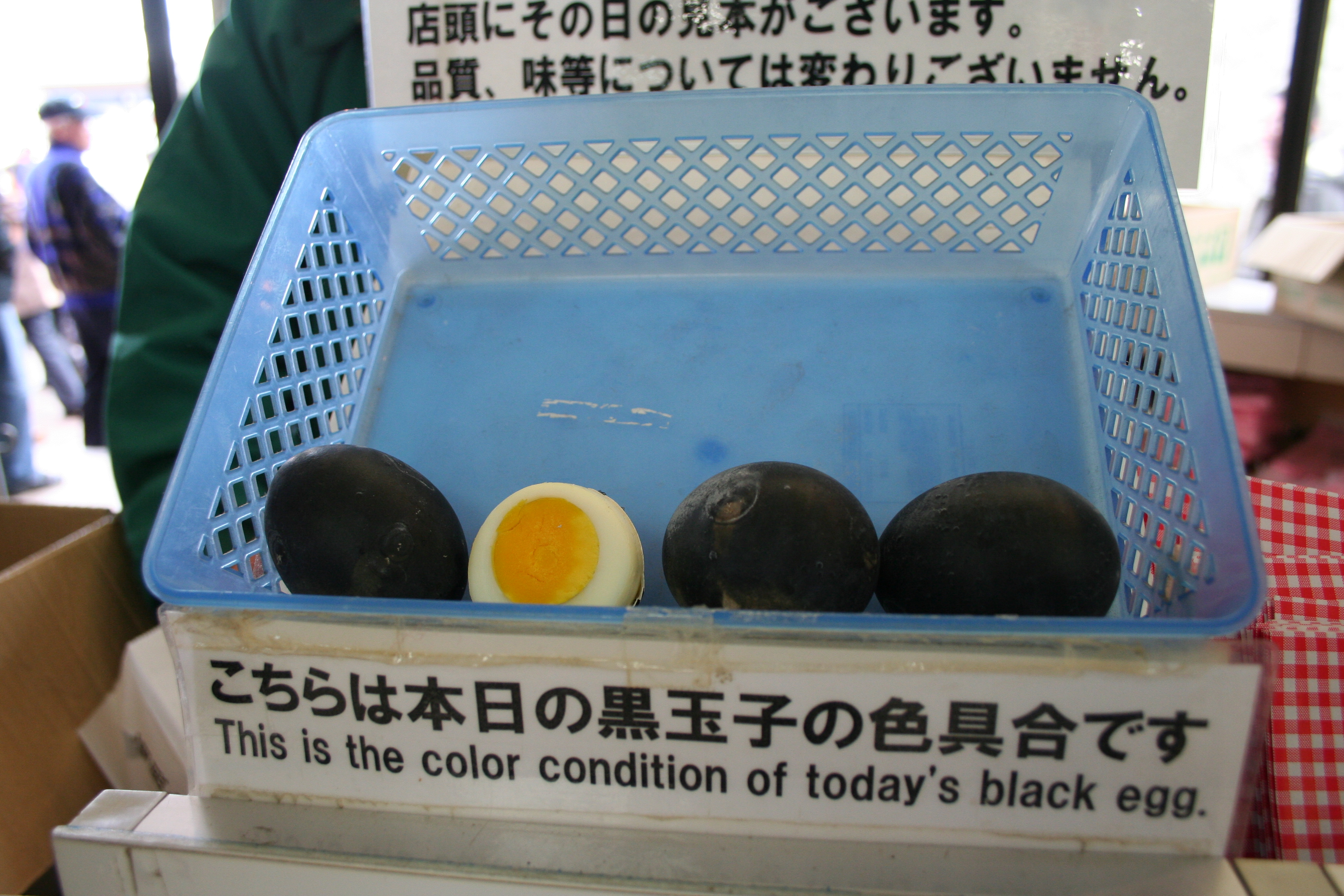
Onsen tamago

Miyanoshita (宮ノ下?) es un onsen en la ciudad de Hakone, Prefectura de Kanagawa, Japón. Las aguas termales han sido una atracción centenaria para turistas en busca de placer desde el inicio del Período Edo. La ciudad está situada en una meseta en el valle del Río Hayakawa. Miyanoshita , es una de las siete termas de Hakone (Hakone Nanayu). Durante su gira por Japón en 1873 el Emperador Meiji se alojó en un hotel aquí. La ciudad es también el hogar del templo Sōtō Jōsen-ji.